# Cusuma
Cusuma is een geslacht van vlinders van de familie spanners (Geometridae), uit de onderfamilie Geometrinae.

## Soorten
- C. flavifusa Hampson, 1893
- C. vilis Walker, 1854